# Lijst van conclaven
Hier volgt een lijst van conclaven; de gesloten vergadering van kardinalen waarin een nieuwe paus wordt gekozen, nadat de vorige paus is overleden of afgetreden.

## Inleiding op de lijst
In deze lijst staan alleen de conclaven vermeld waarin een legitieme paus werd gekozen. Voor de tegenpausen werd er vaak ook een conclaaf gehouden, maar deze zijn niet in deze lijst opgenomen.
Het conclaaf als zodanig dat de paus wordt gekozen door de kardinalen in een vergadering achter gesloten deuren, bestaat sinds het jaar 1274 en werd in 1276 voor het eerst toegepast. Een overgangsperiode volgde, tot vanaf 1294 steevast met de formule 'verkiezing achter gesloten deuren' werd gewerkt. Vanaf 1059 werden de pausen gekozen door de kardinaal-bisschoppen, die later goedkeuring moesten krijgen van de andere kardinalen. Het was nog geen besloten vergadering (cum clave = met sleutel), zoals nu. Vóór 1059 werd de paus gekozen door de clerus en het volk van Rome.
Drie kardinalen spelen een speciale rol bij het conclaaf:
- Deken: voorzitter tijdens de vergadering. Vraagt de nieuwe paus of hij het ambt aanvaardt (wordt de deken zelf gekozen, dan wordt de aanvaarding gevraagd door de sub-deken).
- Camerlengo: deze heeft de bezittingen van de Kerk in tijdelijk beheer en draagt deze over aan de nieuwe paus.
- Kardinaal-protodiaken: kondigt de nieuwe paus aan (Habemus Papam) en kroonde deze vroeger (tot en met paus Paulus VI, 1963).

## Lijst
| Jaar | Overleden / afgetreden paus                                      | Duur van conclaaf                                             | Deelnemers                                                    | Verkozen paus                                    | Deken                                               | Camerlengo                                | Protodiaken                             |
| --- | ---------------------------------------------------------------- | ------------------------------------------------------------- | ------------------------------------------------------------- | ------------------------------------------------ | --------------------------------------------------- | ----------------------------------------- | --------------------------------------- |
| 2025 | Franciscus overleden: 21 april 2025                              | 7-8 mei 2025                                                  | 133 van 135                                                   | Leo XIV Robert Francis Prevost                   | Giovanni Battista Re Pietro Parolin                 | Kevin Farrell                             | Dominique Mamberti                      |
| 2013 | Benedictus XVI afgetreden: 28 februari 2013                      | 12-13 maart 2013                                              | 115 van 117                                                   | Franciscus Jorge Mario Bergoglio                 | Angelo Sodano Giovanni Battista Re                  | Tarcisio Bertone                          | Jean-Louis Tauran                       |
| 2005 | Johannes Paulus II overleden: 2 april 2005                       | 17-19 april 2005                                              | 115 van 117                                                   | Benedictus XVI Joseph Aloisius Ratzinger         | Joseph Ratzinger Angelo Sodano sub-deken            | Eduardo Martínez Somalo                   | Jorge Medina Estévez                    |
| okt. 1978 | Johannes Paulus I overleden: 28 september 1978                   | 14-16 oktober 1978                                            | 111 van 111                                                   | Johannes Paulus II Karol Józef Wojtyła           | Carlo Confalonieri Jean-Marie Villot                | Jean-Marie Villot                         | Pericle Felici                          |
| aug. 1978 | Paulus VI overleden: 6 augustus 1978                             | 25-26 augustus 1978                                           | 111 van 114                                                   | Johannes Paulus I Albino Luciani                 | Carlo Confalonieri Jean-Marie Villot                | Jean-Marie Villot                         | Pericle Felici                          |
| 1970: alleen kardinalen jonger dan 80 jaar mogen stemmen, maximumaantal 120 (Ingravescentem Ætatem)                                           |                                                                  |                                                               |                                                               |                                                  |                                                     |                                           |                                         |
| 1963 | Johannes XXIII overleden: 3 juni 1963                            | 19-21 juni 1963                                               | 80 van 82                                                     | Paulus VI Giovanni Battista Montini              | Eugène Tisserant                                    | Benedetto Aloisi Masella                  | Alfredo Ottaviani                       |
| 1958 | Pius XII overleden: 9 oktober 1958                               | 25-28 oktober 1958                                            | 51 van 53                                                     | Johannes XXIII Angelo Roncalli                   | Eugène Tisserant                                    | Benedetto Aloisi Masella                  | Nicola Canali                           |
| 1939 | Pius XI overleden: 10 februari 1939                              | 1-2 maart 1939                                                | 62 van 62                                                     | Pius XII Maria Giuseppe Giovanni Eugenio Pacelli | Gennaro Granito Pignatelli di Belmonte              | Eugenio Pacelli                           | Camillo Caccia Dominioni                |
| 1922 | Benedictus XV overleden: 22 januari 1922                         | 2-6 februari 1922                                             | 53 van 60                                                     | Pius XI Ambrogio Damiano Achille Ratti           | Vincenzo Vannutelli                                 | Pietro Gasparri                           | Gaetano Bisleti                         |
| 1914 | Pius X overleden: 20 augustus 1914                               | 31 augustus- 3 september 1914                                 | 57 van 65                                                     | Benedictus XV Giacomo Giambattista della Chiesa  | Serafino Vannutelli                                 | Francesco Salesio della Volpe             | Francesco Salesio della Volpe           |
| 1903 | Leo XIII overleden: 20 juli 1903                                 | 31 juli- 4 augustus 1903                                      | 62 van 64                                                     | Pius X Giuseppe Melchiorre Sarto                 | Luigi Oreglia di Santo Stefano                      | Luigi Oreglia di Santo Stefano            | Luigi Macchi                            |
| 1878 | Pius IX overleden: 7 februari 1878                               | 18-20 februari 1878                                           | 61 van 64                                                     | Leo XIII Gioacchino Vincenzo Pecci               | Luigi Amat di San Filipo e Sorso                    | Gioacchino Vincenzo Pecci                 | Prospero Caterini                       |
| 1846 | Gregorius XVI overleden: 1 juni 1846                             | 14-16 juni 1846                                               | 50 van 62                                                     | Pius IX Giovanni Maria Mastai-Ferretti           | Ludovico Micara                                     | Tommaso Riario Sforza                     | Tommaso Riario Sforza                   |
| 1830-1831 | Pius VIII overleden: 1 december 1830                             | 14 december 1830- 2 februari 1831                             | 45 van 54                                                     | Gregorius XVI Bartolommeo Alberto Cappellari     | Bartolomeo Pacca                                    | Pietro Francesco Galeffi                  | Giuseppe Albani                         |
| 1829 | Leo XII overleden: 10 februari 1829                              | 24 februari- 31 maart 1829                                    | 50 van 58                                                     | Pius VIII Francesco Saverio Castiglioni          | Giulio Maria della Somaglia                         | Pietro Francesco Galeffi                  | Giuseppe Albani                         |
| 1823 | Pius VII overleden: 20 augustus 1823                             | 2-28 september 1823                                           | 49 van 53                                                     | Leo XII Annibale della Genga                     | Giulio Maria della Somaglia                         | Bartolomeo Pacca                          | Fabrizio Dionigi Ruffo                  |
| 1799-1800 | Pius VI overleden: 29 augustus 1799                              | 1 december 1799-14 maart 1800                                 | 34 van 45                                                     | Pius VII Luigi Barnaba Chiaramonti               | Giovanni Francesco Albani                           | Romoaldo Braschi-Onesti                   | Antonio Maria Doria Pamphilj            |
| 1774-1775 | Clemens XIV overleden: 22 september 1774                         | 5 oktober 1774-15 februari 1775                               | 44 van 55                                                     | Pius VI Giovanni Angelo Conte Braschi            | Fabrizio Serbelloni                                 | Carlo Rezzonico                           | Alessandro Albani                       |
| 1769 | Clemens XIII overleden: 2 februari 1769                          | 15 februari- 19 mei 1769                                      | 57 van 57                                                     | Clemens XIV Giovanni Vincenzo Antonio Ganganelli | Carlo Alberto Guidobono Cavalchini                  | Carlo Rezzonico                           | Alessandro Albani                       |
| 1758 | Benedictus XIV overleden: 3 mei 1758                             | 15 mei- 6 juli 1758                                           | 45 van 55                                                     | Clemens XIII Carlo della Torre Rezzonico         | Raniero d’Elci                                      | Girolamo Colonna di Sciarra               | Alessandro Albani                       |
| 1740 | Clemens XII overleden: 6 februari 1740                           | 18 februari-17 augustus 1740                                  | 52 van 68                                                     | Benedictus XIV Prospero Lorenzo Lambertini       | Pietro Ottoboni                                     | Annibale Albani                           | Lorenzo Altieri                         |
| 1730 | Benedictus XIII overleden: 2 maart 1730                          | 5 maart-12 juli 1730                                          | 54 van 65                                                     | Clemens XII Lorenzo Corsini                      | Francesco Barberini                                 | Annibale Albani                           | ?                                       |
| 1724 | Innocentius XIII overleden: 7 maart 1724                         | 20 maart -29 mei 1724                                         | 54 van 66                                                     | Benedictus XIII Pietro Francesco Orsini          | Sebastiano Antonio Tanara                           | Annibale Albani                           | Benedetto Pamphili                      |
| 1721 | Clemens XI overleden: 19 maart 1721                              | 31 maart 1721-8 mei 1721                                      | 56 van 68                                                     | Innocentius XIII Michael Angelo Conti            | Sebastiano Antonio Tanara                           | Annibale Albani                           | Benedetto Pamphili                      |
| 1700 | Innocentius XII overleden: 22 september 1700                     | 9 oktober-23 november 1700                                    | 57 van 66                                                     | Clemens XI Giovanni Francesco Albani             | Emmanuel-Theódose de la Tour d’Auvergne de Bouillon | Giovanni Battista Spinola                 | Benedetto Pamphili                      |
| 1691 | Alexander VIII overleden: 1 februari 1691                        | 12 februari-12 juli 1691                                      | 65 van 70                                                     | Innocentius XII Antonio Pignatelli               | Alderano Cibo                                       | Paluzzo Paluzzi Altieri degli Albertoni   | Urbano Sacchetti                        |
| 1689 | Innocentius XI overleden: 12 augustus 1689                       | 23 augustus-6 oktober 1689                                    | 51 van 60                                                     | Alexander VIII Pietro Vito Ottoboni              | Alderano Cibo                                       | Paluzzo Paluzzi Altieri degli Albertoni   | Nicolò Acciaiuoli                       |
| 1676 | Clemens X overleden: 22 juli 1676                                | 2 augustus-21 september 1676                                  | 63 van 67                                                     | Innocentius XI Benedetto Odescalchi              | Francesco Barberini                                 | Paluzzo Paluzzi Altieri degli Albertoni   | ?                                       |
| 1669-1670 | Clemens IX overleden: 9 december 1669                            | 20 december 1669-29 april 1670                                | 66 van 70                                                     | Clemens X Emilio Altieri                         | Francesco Barberini                                 | Antonio Barberini                         | ?                                       |
| 1667 | Alexander VII overleden: 22 mei 1667                             | 2-20 juni 1667                                                | 64 van 70                                                     | Clemens IX Giulio Rospigliosi                    | Francesco Barberini                                 | Antonio Barberini                         | Rinaldo d'Este                          |
| 1655 | Innocentius X overleden: 7 januari 1655                          | 18 januari- 7 april 1655                                      | 66 van 69                                                     | Alexander VII Fabio Chigi                        | Carlo de’ Medici                                    | Antonio Barberini                         | ?                                       |
| 1644 | Urbanus VIII overleden: 29 juli 1644                             | 9 augustus 1644-15 september 1644                             | 57 van 62                                                     | Innocentius X Giovanni Battista Pamfili          | Marcello Lante della Rovere                         | Antonio Barberini                         | ?                                       |
| 1623 | Gregorius XV overleden: 8 juli 1623                              | 19 juli-6 augustus 1623                                       | 55 van 67                                                     | Urbanus VIII Maffeo Barberini                    | Antonio Maria Sauli                                 | Ippolito Aldobrandini                     | ?                                       |
| 1621 | Paulus V overleden: 28 januari 1621                              | 8-9 februari 1621                                             | 51 van 70                                                     | Gregorius XV Alessandro Ludovisi                 | Antonio Maria Sauli                                 | Ludovico Ludovisi                         | Andrea Montalto                         |
| mei 1605 | Leo XI overleden: 27 april 1605                                  | 8-29 mei 1605                                                 | 61 van 67                                                     | Paulus V Camillo Borghese                        | Tolomeo Gallio                                      | Pietro Aldobrandini                       | ?                                       |
| maart 1605 | Clemens VIII overleden: 3 maart 1605                             | 14 maart- 1 april 1605                                        | 60 van 69                                                     | Leo XI Alessandro Ottaviano de' Medici           | Tolomeo Gallio                                      | Pietro Aldobrandini                       | ?                                       |
| 1592 | Innocentius IX overleden: 30 december 1591                       | 10-30 januari 1592                                            | 54 van 64                                                     | Clemens VIII Ippolito Aldobrandini               | Alfonso Gesualdo di Conza                           | Enrico Caetani                            | Andreas von Österreich                  |
| 1591 | Gregorius XIV overleden: 16 oktober 1591                         | 27-29 oktober 1591                                            | 56 van 65                                                     | Innocentius IX Giovanni Antonio Facchinetti      | Alfonso Gesualdo di Conza                           | Enrico Caetani                            | ?                                       |
| okt. 1590 | Urbanus VII overleden: 22 september 1590                         | 8 oktober-5 december 1590                                     | 53 van 62                                                     | Gregorius XIV Niccolò Sfondrati                  | Giovanni Antonio Serbelloni                         | Enrico Caetani                            | ?                                       |
| sept. 1590 | Sixtus V overleden: 27 augustus 1590                             | 7-15 september 1590                                           | 54 van 67                                                     | Urbanus VII Giovanni Battista Castagna           | Giovanni Antonio Serbelloni                         | Enrico Caetani                            | ?                                       |
| 1586: College van Kardinalen omvat maximaal 70 leden (Postquam verus)                                                                         |                                                                  |                                                               |                                                               |                                                  |                                                     |                                           |                                         |
| 1585 | Gregorius XIII overleden: 10 april 1585                          | 21-april 1585                                                 | 42 van 60                                                     | Sixtus V Felice Peretti di Montalto              | Alexandre Farnese                                   | Filippo Vastavillani                      | ?                                       |
| 1572 | Pius V overleden: 1 mei 1572                                     | 12-13 mei 1572                                                | 53 van 66                                                     | Gregorius XIII Ugo Buoncompagni                  | Giovanni Gerolamo Morone                            | Luigi Cornaro                             | Innocenzo del Monte                     |
| 1565-1566 | Pius IV overleden: 9 december 1565                               | 20 december 1565- 7 januari 1566                              | 52 van 70                                                     | Pius V Antonio Michele Ghislieri                 | Francesco Pisani                                    | Vitellozzo Vitelli                        | Giulio della Rovere                     |
| 1559 | Paulus IV overleden: 18 augustus 1559                            | 5 september-25 december 1559                                  | 44 van 57                                                     | Pius IV Giovanni Angelo Medici                   | Rodolfo Pio                                         | Guido Ascanio Sforza di Santa Fiora       | Alessandro Farnese                      |
| mei 1555 | Marcellus II overleden: 1 mei 1555                               | 15-23 mei 1555                                                | 56                                                            | Paulus IV Giovanni Pietro Carafa                 | Rodolfo Pio                                         | Guido Ascanio Sforza di Santa Fiora       | ?                                       |
| apr. 1555 | Julius III overleden: 25 maart 1555                              | 5-9 april 1555                                                | 37 van 57                                                     | Marcellus II Marcello Cervini                    | Jean du Bellay                                      | Guido Ascanio Sforza di Santa Fiora       | ?                                       |
| 1549-1550 | Paulus III overleden: 10 november 1549                           | 29 november 1549-7 februari 1550                              | 51 van 54                                                     | Julius III Giovanni Maria Ciocchi del Monte      | Giovanni Pietro Carafa                              | Guido Ascanio Sforza di Santa Fiora       | Innocenzo Cibo                          |
| 1534 | Clemens VII overleden: 25 september 1534                         | 11-13 oktober 1534                                            | 36 van 45                                                     | Paulus III Alessandro Farnese                    | Alessandro Farnese Giovanni Piccolomini sub-deken   | Agostino Spinola                          | Innocenzo Cibo                          |
| 1523 | Adrianus VI overleden: 14 september 1523                         | 1-10 november 1523                                            | 32 van 41                                                     | Clemens VII Giulio de' Medici                    | Bernardino López de Carvajal y Sande                | Francesco Armellini Pantalassi de' Medici | Marco Cornaro                           |
| 1521-1522 | Leo X overleden: 1 december 1521                                 | 27 december 1521-9 januari 1522                               | 39                                                            | Adrianus VI Adriaan Floriszoon Boeyens           | Bernardino López de Carvajal y Sande                | Francesco Armellini Pantalassi de’ Medici | Marco Cornaro                           |
| 1513 | Julius II overleden: 21 februari 1513                            | 4-9 maart 1513                                                | 25 van 31                                                     | Leo X Giovanni de' Medici                        | Raffaele Sansoni Riario                             | Raffaele Sansoni Riario                   | Federico Sanseverino                    |
| okt. 1503 | Pius III overleden: 18 oktober 1503                              | 30 oktober 1503                                               | 38                                                            | Julius II Giuliano della Rovere                  | Oliviero Carafa                                     | Raffaele Sansoni Riario                   | Giovanni Colonna                        |
| sept. 1503 | Alexander VI overleden: 18 augustus 1503                         | 16-22 september 1503                                          | 39                                                            | Pius III Francesco Todeschini Piccolomini        | Oliviero Carafa                                     | Raffaele Sansoni Riario                   | Raffaele Sansoni Riario                 |
| 1492 | Innocentius VIII overleden: 25 juli 1492                         | 6-11 augustus 1492                                            | 23 van 27                                                     | Alexander VI Rodrigo de Borja y Borja            | Rodrigo de Borja y Borja Oliviero Carafa (subdeken) | Raffaele Sansoni Riario                   | Francesco Piccolomini                   |
| 1484 | Sixtus IV overleden: 12 augustus 1484                            | 25-29 augustus 1484                                           | 25 van 32                                                     | Innocentius VIII Giovanni Battista Cibo          | Rodrigo de Borja y Borja                            | Raffaele Sansoni Riario                   | Francesco Piccolomini                   |
| 1471 | Paulus II overleden: 26 juli 1471                                | 6-9 augustus 1471                                             | 18 van 25                                                     | Sixtus IV Francesco della Rovere                 | Guillaume d'Estouteville,                           | ?                                         | Rodrigo Borgia                          |
| 1464 | Pius II overleden: 14 augustus 1464                              | 28-30 augustus 1464                                           | 19 van 29                                                     | Paulus II Pietro Barbo                           | Bessarion                                           | Ludovico Trevisan                         | Rodrigo Borgia                          |
| 1458 | Calixtus III overleden: 6 augustus 1458                          | 16-19 augustus 1458                                           | 18 van 27                                                     | Pius II Enea Silvio Piccolomini                  | Giorgio Fieschi                                     | Ludovico Trevisan                         | Prospero Colonna                        |
| 1455 | Nicolaas V overleden: 24 maart 1455                              | 4-8 april 1455                                                | 15 van 21                                                     | Calixtus III Alfonso Borgia                      | Giorgio Fieschi                                     | Ludovico Trevisan                         | Prospero Colonna                        |
| 1447 | Eugenius IV overleden: 23 februari 1447                          | 4-6 maart 1447                                                | 18 van 26                                                     | Nicolaas V Tommaso Parentucelli                  | Giovanni Berardi                                    | Ludovico Trevisan                         | Prospero Colonna                        |
| 1431 | Martinus V overleden: 20 februari 1431                           | 2-3 maart 1431                                                | 14 van 18                                                     | Eugenius IV Gabriele Condulmaro                  | Giordano Orsini                                     | ?                                         | Alfonso Carillo de Albornoz             |
| 1417 | Gregorius XII aftreden: 4 juli 1415 overleden: 18 oktober 1417   | Concilie van Konstanz 1414-1418 Pauskeuze op 11 november 1417 | Concilie van Konstanz 1414-1418 Pauskeuze op 11 november 1417 | Martinus V Oddone Colonna                        | ?                                                   | ?                                         | ?                                       |
| 1406 | Innocentius VII overleden: 6 november 1406                       | 18-30 november 1406                                           | 14 van 18                                                     | Gregorius XII Angelo Correr                      | Angelo Acciaioli                                    | Corrado Carracioli                        | Landolfo Maramaldo                      |
| 1404 | Bonifatius IX overleden: 1 oktober 1404                          | 10-17 oktober 1404                                            | 9 van 12                                                      | Innocentius VII Cosimo dei Migliorati            | ?                                                   | Corrado Caraccioli                        | Ludovico Fieschi                        |
| 1389 | Urbanus VI overleden: 15 oktober 1389                            | 25 oktober-2 november 1389                                    | 13 van 16                                                     | Bonifatius IX Pietro Tomacelli                   | Francesco Moricotti Prignani                        | Marino Bulcani                            | Tommaso Orsini dei Conti di Manupello   |
| 1378 | Gregorius XI overleden: 27 maart 1378                            | 7-9 april 1378                                                | 16 van 23                                                     | Urbanus VI Bartolomeo Prignano                   | Ange de Grimoard Pietro Corsini subdeken            | ?                                         | Hugues de Saint-Martial                 |
| 1370 | Urbanus V overleden: 19 december 1370                            | 29-30 december 1370                                           | 18 van 20                                                     | Gregorius XI Pierre Roger de Beaufort            | Guy van Boulogne                                    | ?                                         | Pierre Roger de Beaufort                |
| 1362 | Innocentius VI overleden: 12 september 1352                      | 22-28 september 1361                                          | 20 van 22                                                     | Urbanus V Guillaume de Grimoald                  | Élie de Talleyrand-Périgord                         | ?                                         | Guillaume de la Jugie                   |
| 1352 | Clemens VI overleden: 6 december 1352                            | 16-18 december 1352                                           | 25 van 26                                                     | Innocentius VI Étienne Aubert                    | Pierre Desprès                                      | ?                                         | Bernard de la Tour                      |
| 1342 | Benedictus XII overleden: 25 april 1342                          | 5-7 mei 1342                                                  | 17 van 19                                                     | Clemens VI Pierre Roger                          | Pierre Desprès                                      | Imbert Dupuis                             | Raymond Guillaume des Farges            |
| 1334 | Johannes XXII overleden: 4 december 1334                         | 13-20 december 1334                                           | 24                                                            | Benedictus XII Jacques Fournier                  | ?                                                   | ?                                         | ?                                       |
| 1314-1316 | Clemens V overleden: 20 april 1314                               | 1 mei 1314-7 augustus 1316                                    | 24                                                            | Johannes XXII Jacques Duèse                      | Nicolò Albertini                                    | Bérenguer Frédol                          | Giacomo Colonna                         |
| 1304-1305 | Benedictus XI overleden: 7 juli 1304                             | 10 juli 1304-5 juni 1305                                      | 15 van 19                                                     | Clemens V Bertrand de Got                        | Giovanni Boccamazza                                 | Teodorico Ranieri                         | Matteo Rosso Orsini                     |
| 1303 | Bonifatius VIII overleden: 11 oktober 1303                       | 21-22 oktober 1303                                            | 18                                                            | Benedictus XI Nicolaas Boccasini                 | Hugh Aycelin                                        | Tommaso d'Ocra                            | Matteo Rosso Orsini                     |
| 1294 | Celestinus V afgetreden: 13 december 1294 overleden: 19 mei 1296 | 23-24 december 1294                                           | 22 van 22                                                     | Bonifatius VIII Benedetto Caetani                | ?                                                   | ?                                         | Matteo Rosso Orsini                     |
| 1292-1294 | Nicolaas IV overleden: 4 april 1292                              | 5 april 1292- 5 juli 1294                                     | 12 van 12                                                     | Celestinus V Pietro del Murrone                  | ?                                                   | ?                                         | Matteo Rosso Orsini                     |
| 1287-1288 | Honorius IV overleden: 3 april 1287                              | 4 april 1287-22 februari 1288                                 | 16 van 16                                                     | Nicolaas IV Girolamo Masci                       | Bentivenga da Bentivengi                            | ?                                         | Matteo Rosso Orsini                     |
| 1285 | Nicolaas III overleden: 28 maart 1285                            | 29 maart 1285-2 april 1285                                    | 15 van 18                                                     | Honorius IV Giacomo Savelli                      | Ordonho Alvares                                     | ?                                         | Giacomo Savelli Goffredo da Alatri      |
| 1280-1281 | Nicolaas III overleden: 22 augustus 1280                         | 22 september 1280- 22 februari 1281                           | 13 van 14                                                     | Martinus IV Simon de Brion                       | Ordonho Alvares                                     | ?                                         | Giacomo Savelli                         |
| 1277 | Johannes XXI overleden: 20 mei 1277                              | 30 mei-25 november 1277                                       | 7 van 8                                                       | Nicolaas III Giovanni Gaetano Orsini             | Bertrand de Saint-Martin                            | ?                                         | Giovanni Gaetano Orsini Giacomo Savelli |
| aug. 1276 | Adrianus V overleden: 18 augustus 1276                           | 19 augustus-8 september 1276                                  | 11 van 12                                                     | Johannes XXI Petrus Juliani                      | ?                                                   | ?                                         | Giovanni Gaetano Orsini                 |
| jul. 1276 | Innocentius V overleden: 22 juni 1276                            | 2-11 juli 1276                                                | 13 van 14                                                     | Adrianus V Ottobono Fieschi                      | ?                                                   | ?                                         | ?                                       |
| jan. 1276 | Gregorius X overleden: 10 januari 1276                           | 21-22 januari 1276                                            | 13 van 15                                                     | Innocentius V Pierre de Tarantaise               | ?                                                   | ?                                         | Riccardo Annibaldi                      |
| 1274: Conclaaf als in de huidige vorm: achter gesloten deuren (cum clave= met sleutel) (Ubi Periculum) - tot 1294 volgde een overgangsperiode |                                                                  |                                                               |                                                               |                                                  |                                                     |                                           |                                         |
| 1268-1271 | Clemens IV overleden: 29 november 1268                           | ? november 1268- 1 september 1271                             | 19 van 20                                                     | Gregorius X Tebaldo Visconti                     | ?                                                   | ?                                         | ?                                       |
| 1264-1265 | Urbanus IV overleden: 2 oktober 1264                             | 12 oktober 1264- 5 februari 1265                              | 18 van 21                                                     | Clemens IV Gui Foucois                           | ?                                                   | ?                                         | ?                                       |
| 1261 | Alexander IV overleden: 25 mei 1261                              | 26 mei-29 augustus 1261                                       | 8 van 8                                                       | Urbanus IV Jacques Pantaléon                     | ?                                                   | ?                                         | ?                                       |
| 1254 | Innocentius IV overleden: 7 december 1254                        | 8-12 december 1254                                            | 9 van 11                                                      | Alexander IV Rinaldo di Jenne                    | ?                                                   | ?                                         | ?                                       |